# 薩爾諾維奇
51°4′55″N 28°55′28″E / 51.08194°N 28.92444°E
薩爾諾維奇（烏克蘭語：Сарновичі）是位於烏克蘭北部日托米爾州科羅斯堅區的村莊，始建於1688年，面積2.41平方公里，海拔高度151米，2001年人口383，人口密度每平方公里158.79人。